# Аккиреево
Аккире́ево (тат. Аккирәй, чув. Акрел) — село в Черемшанском районе Республики Татарстан Российской Федерации. Входит в состав  Ивашкинского сельского поселения.

## География
Село находится на реке Сульча, в 29 километрах к северу от села Черемшан.

## История
Село основано в 1730-х годах.
До 1860-х годов жители относились к категории государственных крестьян. Занимались земледелием, разведением скота.
В начале XX века в Аккиреево функционировали церковно-приходская школа, 3 мелочные лавки. В этот период земельный надел сельской общины составлял 2327 десятин. До 1920 года село входило в Кутеминскую волость Чистопольского уезда Казанской губернии. С 1920 года в составе Чистопольского кантона ТАССР. С 10 августа 1930 года в Первомайском, с 1 февраля 1963 года в Лениногорском, с 12 января 1965 года в Черемшанском районах.

## Население
| 1782                   | 1859 | 1897 | 1908 | 1920 | 1926 | 1949 | 1958 | 1970 | 1979 | 1989 | 2000 |
| ---------------------- | ---- | ---- | ---- | ---- | ---- | ---- | ---- | ---- | ---- | ---- | ---- |
| 163 души мужского пола | 982  | 1507 | 1689 | 1644 | 875  | 794  | 1009 | 1201 | 1021 | 739  | 713  |

## Экономика
Молочное скотоводство, полеводство.

## Социальная инфраструктура
Средняя школа, дом культуры, библиотека.